# Thunbergia stellarioides
Thunbergia stellarioides är en akantusväxtart som beskrevs av Isaac Henry Burkill. Thunbergia stellarioides ingår i släktet thunbergior, och familjen akantusväxter. Inga underarter finns listade i Catalogue of Life.